# Le Faussaire (roman)
Le Faussaire est un roman de Jean Blanzat publié le 22 avril 1964 aux éditions Gallimard et ayant reçu la même année le prix Femina.

## Résumé
Une nuit d'hiver, dans un cimetière près de la Gartempe, le Démon décide de faire revenir à la vie six personnes mortes depuis deux ans au plus : une fillette de cinq ans, une jeune femme de vingt-deux ans, un « grand paysan » de quarante-trois ans, un jeune homme roux de dix-neuf ans, un « vieux » de soixante-douze ans et une « vieille » de quatre-vingt-six ans. Ils auront une journée pour retourner dans leur foyer respectif sous leur forme d'être humain ou sous une forme animale, végétale ou minérale. Au bout de ce jour ils retourneront à leur tombe.
Alors que le jour se lève ils s'éparpillent, tentant de retrouver le chemin de leur maison. Certains se souviennent de leur mort (que l'auteur nomme « l'absence ») d'autres partiellement jusqu'à midi, certains enfin ont tout oublié et s'étonnent de ce plein hiver alors qu'hier encore les journées annonçaient l'été. La plupart des six personnages sont mal accueillis dans leur foyers respectifs, d'autant que leur apparence, si elle fait illusion au premier abord pour les parents, les maris ou les enfants, ne fait pas d'eux des vivants à part entière. Les animaux par exemple ne s'y trompent pas et plus d'un chien recule effrayé et hurlant devant ces créatures de l'au-delà.
À part « la vieille », aucun ne choisira de changer d'apparence. Ce sera la seule à choisir de devenir châtaigne, posée au coin du feu. Ce changement de forme sera sa malédiction : elle seule sera oubliée par le démon et restera à jamais sur la surface de la terre, ballottée par les vents, les pluies et le « jeu des circonstances heureuses ou non ».

## Éditions
- Éditions Gallimard, 1964,  (ISBN 2070207420).
- Éditions Gallimard, coll. « L'Imaginaire » no 85, 1981,  (ISBN 2070246507).